# Yoldia similis
Yoldia similis is een tweekleppigensoort uit de familie van de Yoldiidae. De wetenschappelijke naam van de soort is voor het eerst geldig gepubliceerd in 1961 door Kuroda & Habe in Habe.